# Trois Femmes pour un mari (film, 1923)
Pour les articles homonymes, voir Trois femmes pour un mari.
Pour plus de détails, voir Fiche technique et Distribution.
Trois Femmes pour un mari (The Eternal Three) est un film muet américain réalisé par Marshall Neilan et Frank Urson, sorti en 1923.

## Fiche technique
- Titre : Trois Femmes pour un mari
- Titre original : The Eternal Three
- Réalisation : Marshall Neilan, Frank Urson
- Scénario : Carey Wilson, d'après une histoire de Marshall Neilan
- Photographie : David Kesson
- Montage :
- Costumes : Sophie Wachner (non créditée)
- Producteur : Samuel Goldwyn
- Société de production : Goldwyn Pictures (en)
- Société de distribution : Goldwyn Pictures (en)
- Pays d'origine :  États-Unis
- Langue : film muet avec les intertitres en anglais
- Métrage : 2 089 mètres
- Format : Noir et blanc — 35 mm — 1,33:1 — Muet
- Genre : Drame
- Durée : 70 minutes (1 h 10)
- Dates de sortie : 
  -  États-Unis : 23 septembre 1923

## Distribution
- Hobart Bosworth : Dr Frank R. Walters
- Claire Windsor : Mme. Frank R. Walters
- Raymond Griffith : Leonard Foster
- Bessie Love : Hilda Gray
- George Cooper : Bob Gray
- Tom Gallery (en) : Tommy Tucker
- Helen Lynch : Miriam Barnes
- Alec B. Francis : Dr Steven Browning
- William Orlamond : le propriétaire de l'hacienda
- Charles West : le majordome
- Marion Aye : la bonne
- William Norris : Old Roue
- James F. Fulton : le gouverneur
- Irene Hunt : l'épouse du gouverneur
- Peaches Jackson : l'enfant du gouverneur
- Victory Bateman (en): Mme. Tucker
- Billie Bennett : l'amie de Mme. Tucker
- Lillian Leighton : la gouvernante